# Nephele rectangulata
Nephele rectangulata là một loài bướm đêm thuộc họ Sphingidae. Nó được tìm thấy ở forests from Sierra Leone to Congo và Uganda.
Chiều dài cánh trước là 36–40 mm.